# Летний дворец Троя
Летний дворец Троя (чеш. Trojský zámek) — первый в Праге летний загородный дворец (чеш. letohrádek). Выстроен в одноимённом пригороде Праги на берегу Влтавы в 1679—1691 гг. имперскими графами Штернберками по барочному проекту французского эмигранта Жана-Батиста Матеи.
Лепные украшения лестницы, ведущей в сад, выполнены братьями Герман из Дрездена. Над затейливыми фресками-обманками внутри дворца трудились приглашённые итальянцы и голландцы; из них наибольшей известностью пользуется плафон на тему апофеоза Габсбургов.
В настоящее время в стенах здания экспонируются картины чешских художников XIX века, а также действует музей вина. Возле усадебного дома установлен памятник Яну Гусу (1926), а чуть подальше располагаются Пражский зоопарк и ботанический сад.

## Источник
- Dalibor Prix[чеш.] a kol. Šternberská vila // Umělecké památky Prahy. Velká Praha[чеш.] M-Ž (чешск.). — Praha: Academia, 2017. — Vol. 6. — S. 735-744. — 1752 S. — (Umělecké památky Prahy). — ISBN 978-80-200-2469-5.
- Цтибор Рыбар. Прага. Путеводитель. М., 1990. С. 166.